# Они (буква)
О́ни (ო, груз. ონი) — четырнадцатая буква современного грузинского алфавита и шестнадцатая буква классического грузинского алфавита.

## Использование
В грузинском языке обозначает звук [ɔ]. Числовое значение в изопсефии — 70 (семьдесят).
Также используется в грузинском варианте лазского алфавита, используемом в Грузии. В латинице, используемой в Турции, ей соответствует o.
Ранее использовалась в абхазском (1937—1954) и осетинском (1938—1954) алфавитах на основе грузинского письма, после их перевода на кириллицу в обоих случаях была заменена на о.
Во всех системах романизации грузинского письма передаётся как o. В грузинском шрифте Брайля букве соответствует символ ⠕ (U+2815).

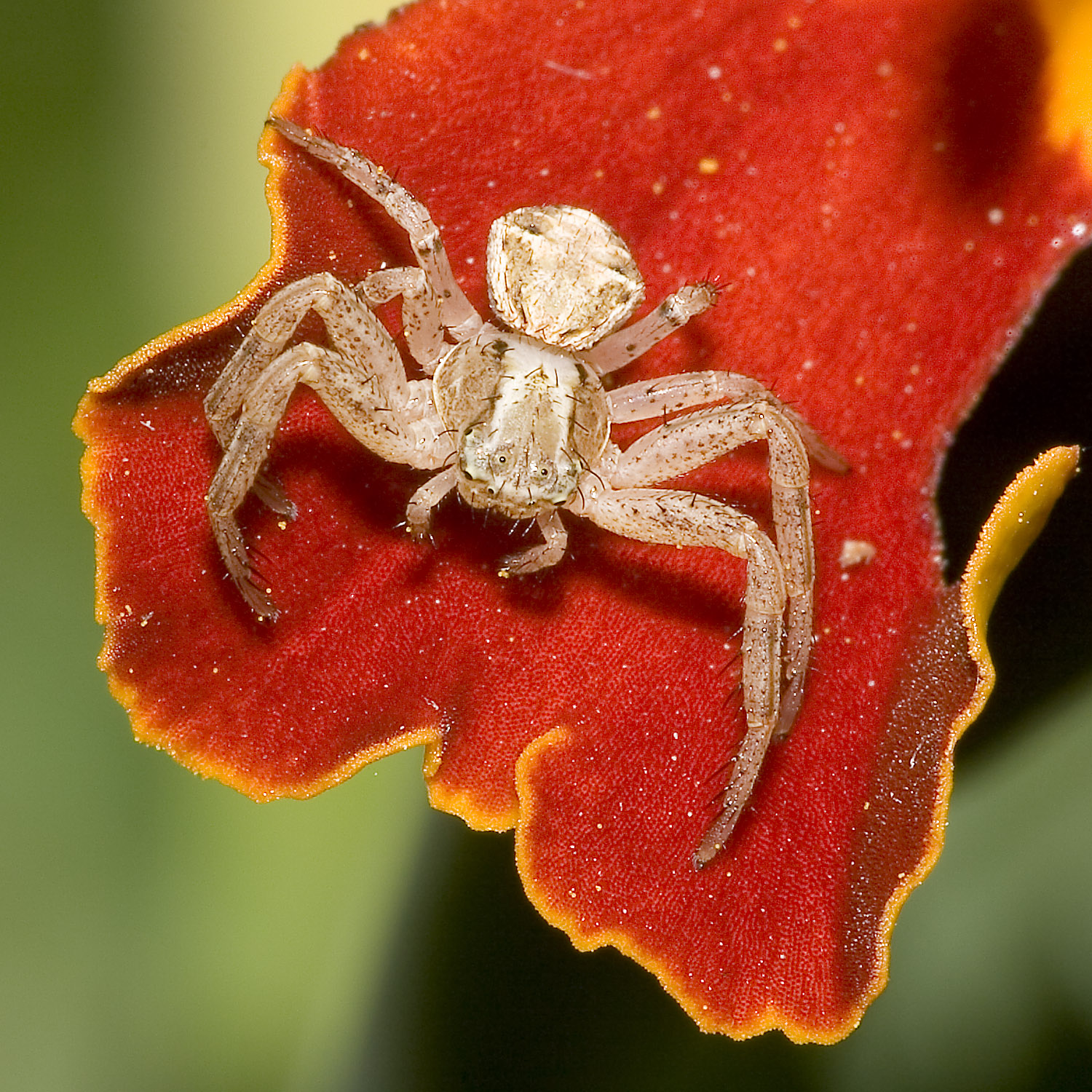
ობობა (обоба) — Паук
ონი (Они) — город в Грузии

## Написание
| Асомтаврули | Нусхури | Мхедрули |
| ----------- | ------- | -------- |
|             |         |          |

## Кодировка
Они асомтаврули и они мхедрули включены в стандарт Юникод начиная с самой первой его версии (1.0.0) в блоке «Грузинское письмо» (англ. Georgian) под шестнадцатеричными кодами U+10AD и U+10DD соответственно.
Они нусхури была добавлена в Юникод в версии 4.1 в блок «Дополнение к грузинскому письму» (англ. Georgian Supplement) под шестнадцатеричным кодом U+2D0D; до этого она была унифицирована с они мхедрули.
Они мтаврули была включена в Юникод в версии 11.0 в блок «Расширенное грузинское письмо» (англ. Georgian Extended) под шестнадцатеричным кодом U+1C9D.